# Odoardo Tabacchi

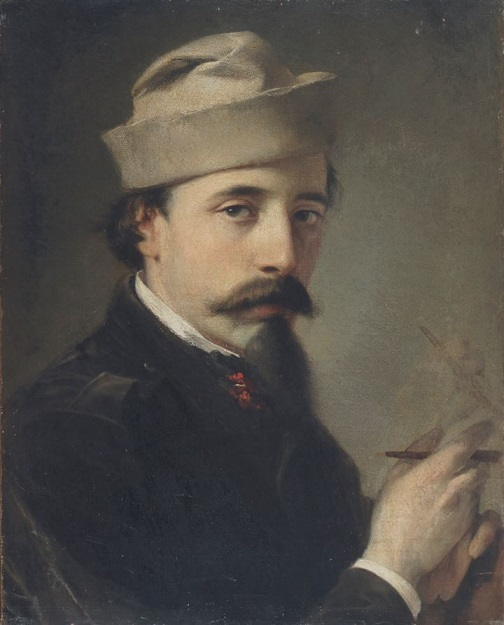
Odoardo Tabacchi, porträtterad av Angelo Pietrasanta, omkring 1865.

Odoardo Tabacchi, född den 19 december 1831 i Valganna, död den 23 mars 1905 i Milano, var en italiensk skulptör. 
Tabacchi vann rykte genom minnesstoder, Cavour i Milano (tillsammans med Antonio Tantardini, 1865), Dante i Galleria Vittorio Emanuele där med flera. Han utförde även genrefigurer, bland vilka Dykerskan (en dam i simdräkt) vann stor popularitet. Tabbachi var en ansedd lärare vid Albertina-akademien i Turin.